# Водоворот (фильм, 2000)
«Водоворот» (англ. Maelstrom) — канадский художественный фильм, поставленный режиссёром Дени Вильнёвом по собственному сценарию. Премьера фильма состоялась 29 августа 2000 года на Монреальском кинофестивале. В широкий прокат фильм вышел в Канаде 15 сентября 2000 года.

## Сюжет
Рассказ ведется от лица рыбы.
Бибиан — дочь богатых родителей. Придя в себя после аборта, она впадает в депрессию. Попытки выйти из неё с помощью наркотиков и ночных клубов только ухудшают ситуацию. Однажды ночью, возвращаясь домой на машине в состоянии подпития, она сбивает пешехода и скрывается с места происшествия. Страх быть пойманной (хотя свидетелей, как она считает, не было) вскоре подавляется чувством вины.
Вследствие этого несчастного случая жизнь Бибиан превращается в хаос, и она пытается покончить жизнь самоубийством, заехав на машине в реку, но остаётся в живых. Бибиан дается ещё один шанс в жизни, когда она влюбляется в сына человека, которого случайно убила.

## В ролях
| Актёр               | Роль               |
| ------------------- | ------------------ |
| Мари-Жозе Кроз      | Бибиан             |
| Жан-Николя Верро    | Эвиан              |
| Стефани Моргенстерн | Клер Гундерсон     |
| Пьер Лебо Климо     | Рыба (голос)       |
| Джон Данн-Хилл      |                    |
| Марк Желинас        | Незнакомец в метро |
| Бобби Бешро         | Филипп             |
| Мари-Франс Ламбер   | Мари-Жанна         |
| Виржини Дюбуа       | Сара               |
| Луис Олива          |                    |
| Мартин Буше         |                    |
| Вук Стоянович       | Вор                |

## Отзывы
«Водоворот» — мастерское исследование современной морали — смотрится как произведение признанного мэтра на вершине карьеры. В то время как это только вторая работа квебекского режиссёра Дени Вильнева. Вильнев достигает великолепного баланса между мраком и светом в этой истории об испорченной молодой женщине, чья жизнь рассыпается по кусочкам из-за её пренебрежительного отношения к тому, что дарит нам жизнь.
— Дени Сеген (Screen International)

В «Водовороте» — лучшем канадском фильме года — лавиной низвергается на зрителей талант режиссёра и сценариста Дени Вильнева, мощь его визуального стиля, драматизм сюжетных поворотов и сила эмоций".
— Евгения Тирдатова

## Награды и признание
Фильм и исполнители главных ролей получили множество наград, в том числе главный приз и приз женского кино на кинофестивале в Монсе, приз SACD на Авиньонском и приз ФИПРЕССИ на Берлинском кинофестивалях. Фильм также получил премию «Джини» за лучший фильм, лучшую режиссуру, лучший сценарий, лучшую женскую роль, лучшую операторскую работу и премию «Ютра» за лучший фильм, лучшую режиссуру, лучшую женскую роль, лучший сценарий, лучший звук, лучший монтаж, лучшую работу художника-постановщика и лучшую операторскую работу.